# Nezabudice (Řevnice)
Nezabudice či Nezabudovice jsou zaniklá vesnice na Hřebenech u Řevnic. Z historie je listinně doložená ves Nezabudice v údolí za bývalou řevnickou hájovnou, není však známo, kdy, jak a proč ještě ve středověku zanikla. Předpokládá se, že sloužila jako podhradí hradišti na Pišťáku (Malé Babce), pravděpodobně pohraničnímu hradišti slavníkovské říše.

## Historické zmínky
Nezabudice (Nezabudovice) jsou zmíněny v listině z roku 1324, v níž se vymezují královy hvozdy od lesů zbraslavského kláštera. Hranice této vsi v sousedství Řevnic vedly Lipovým údolím, jímž protéká Babský potok, po cestě, kterou ukazují královští lesníci (silvani) a která vede mezi královskými lesy a nezabudickými polnostmi. Dosahovaly až k vrcholu hory Chlumek nad vsí a dále k cestě do Kytína. V listině z roku 1340 se o Nezabudicích píše jako o zaniklých, ale jejich hranice stále ještě tvořily hranice klášterních majetků.
1324: Mete autem ville Nezabudowicz iuxta Rzebnicz site sunt iste. Prima meta est a valle, que vocatur Lippowa, per viam, que ducit ad metas, quas ostenderunt silvani regis, super quam viam versus silvas regias sunt quaedam planicies camporum sive agrorum ad hanc villam pertinentes, a quibus metis per silvanos regis ostensis usque ad summitatem montis, qui vocatur Chlumeck, qui situs est super predictam villam, usque ad viam que ducit in Kytin, ubi signa evidencia sunt metarum.
1340: Primo quod a meta ville deserte Nezabudycz, que totaliter ad monasterium Aule Regie pertinet.

## Dnešní stav
Relikty několika usedlostí jsou patrné o něco jižněji, než kde je pomístní název značen v mapách. Markéta Marková povrchovým průzkumem zjistila relikty sedmi usedlostí, rozložených v jedné řadě v pravidelných rozestupech, tedy zřejmě ves byla vysazena plánovitě. Jedna z usedlostí je větší, ta mohla patřit lokátorovi. Archeologický průzkum zde neproběhl.
Pomístní jméno Nezabudice se vyskytuje na mapách Stabilního katastru i na některých současných mapách. V novověku zaniklou ves připomíná názvem Nezabudický potok, který údolím protéká. Takto je potok nazván například ve Státním mapovém díle, v Mapách.cz byl dříve označen jako Moklický potok a s tímto názvem převzat z OpenStreetMap, tento název však mapy státního mapového díla přisuzují až následujícímu přítoku Berounky, který v OpenStreetMap je bezejmenný.